# Kollikodon
Kollikodon − rodzaj wymarłego stekowca, zamieszkującego we wczesnej kredzie Nową Południową Walię w Australii. Na podstawie mierzących ok. 5,5 mm długości i od 4 do 6 mm szerokości zębów trzonowych można przypuszczać, że Kollikodon mierzył ok. 1 m długości. Jeżeli było tak w rzeczywistości, był on jednym z największych ssaków mezozoiku. Być może prowadził wodny tryb życia, na co może wskazywać budowa zębów, służących do zgniatania skorupiaków.
Na podstawie odkryć w Australii przypuszcza się, że żył ok. 100.000.000 lat temu.
Etymologia nazwy rodzajowej: gr. κολλιξ kollix, κολλικος kollikos „chleb, bułka”; οδους odous, οδοντος odontos „ząb”.